# الهجرة (جحانه)

تعديل مصدري - تعديل

الهجرة هي إحدى قرى مديرية جحانة التابعة لمحافظة صنعاء اليمنية، بلغ تعداد سكانها 149 حسب أحصائيات عام 2004.